# Noia (kommun)
Noia, (spanska: Noya) är en kommun i Spanien. Den ligger i provinsen A Coruña i den autonoma regionen Galicien i nordvästra delen av landet, 500 km väster om huvudstaden Madrid. Antalet invånare är 14 092 (2024). Arean är 37,21 kvadratkilometer.